# Ubay
Ubay est une municipalité des Philippines située dans l'est de la province de Bohol.

## Histoire
Avant l'occupation espagnole, Ubay faisait partie de l'actuelle municipalité de Talibon. Elle en a été séparée le 15 janvier 1844.
L'île de Lapinig et quelques îlots environnants en ont été séparés le 21 juin 1969 pour former la municipalité de Pitogo (actuelle municipalité de Pres. Carlos P. Garcia).

## Subdivisions
Ubay est divisée en 44 barangays :
| - Achila - Bay-ang - Biabas - Benliw - Bongbong - Bood - Buenavista - Bulilis - Cagting - Calanggaman - California - Camali-an - Camambugan - Casate - Cuya - Fatima - Gabi - Governor Boyles - Guintabo-an - Hambabauran - Humayhumay - Ilihan | - Imelda - Juagdan - Katarungan - Los Angeles - Lomangog - Pag-asa - Pangpang - Poblacion - San Francisco - San Isidro - San Pascual - San Vicente - Sentinila - Sinandigan - Tapal - Tapon - Tintinan - Tipolo - Tubog - Tuboran - Union - Villa Teresita |